# Krasnosillea, Ciîhîrîn
Krasnosillea (în ucraineană Красносілля) este localitatea de reședință a comunei Krasnosillea din raionul Ciîhîrîn, regiunea Cerkasî, Ucraina.

## Demografie
Componența lingvistică a localității Krasnosillea
     Ucraineană (95,3%)
     Rusă (4,7%)
Conform recensământului din 2001, majoritatea populației localității Krasnosillea era vorbitoare de ucraineană (95,3%), existând în minoritate și vorbitori de rusă (4,7%).